# Soko J-21 Jastreb
Soko J-21 Jastreb – jugosłowiański samolot szturmowy.

## Historia
Prace nad samolotami odrzutowymi w Jugosławii trwały od 1957 r. Na bazie udanego Galeba w Instytucie Technicznym Lotnictwa (ATI) i Vojnotehnički Institut Beograd (VTI) w Belgradzie opracowano samolot szturmowy Jastreb. Został wyposażony w mocniejszy silnik Armstrong Siddeley Viper produkowany na licencji jako BMB oraz dostosowano go do przenoszenia uzbrojenia umożliwiającego atakowanie celów naziemnych. Pracami projektowymi kierował Zlatko Rendulić. 
Oblot prototypu nastąpił w 1965 r., po pomyślnym zakończeniu badań w locie maszyna została skierowana do produkcji seryjnej w zakładach SOKO w Mostarze. Dla obniżenia kosztów produkcji konstruktorzy zadbali o unifikację elementów konstrukcyjnych i wyposażenia z Galebem. 31 grudnia 1968 r. maszyna została oficjalnie przyjęta na wyposażenie jugosłowiańskich sił powietrznych. Ze zbudowanych 224 egzemplarzy 175 Jastrebów było użytkowane w Jugosławii. 
Po rozpadzie Jugosławii maszyny zostały wykorzystane w lokalnych konfliktach. Podczas wojna w Bośni i Hercegowinie 28 lutego 1994 r. dwa F-16 NATO przechwyciły formację 6 Jastrebów Sił Powietrznych Republiki Serbskiej. W wyniku walki 5 serbskich maszyn zostało zestrzelonych. W późniejszych latach samoloty były sukcesywnie wycofywane z użytkowania. Na początku XXI w. użytkowano je w Serbii i Libii.
Produkowano go w wariantach:
- J-21 – samolot szturmowy,
- IJ-21 – samolot rozpoznawczy,
- J-1L – wersja eksportowa produkowana dla Zambii i Libii.

## Konstrukcja
Jednosilnikowy, jednomiejscowy samolot szturmowy w układzie dolnopłatu o konstrukcji metalowej. Kadłub o przekroju owalnym, tylna część demontowalna w celu ułatwienia do silnika. Pod przednią częścią umieszczone dwupłytowe hamulce aerodynamiczne. Kabina pilota hermetyzowana, wyposażona w fotel katapultowy Folland 1-B. osłona kabiny odchylana na prawo. W kadłubie umieszczony jest zbiornik paliwa na 705 kg nafty. Skrzydło o obrysie trapezowym, profil płata NACA 64A 213.5 przechodzący w NACA 64A 212.0. Konstrukcja dwudźwigarowa z pracującym pokryciem, wyposażone w lotki oraz klapy Flowera. Na końcach płatów montowano zbiorniki paliwa odrzucane po opróżnieniu. Podwozie trójpunktowe z kółkiem przednim, wyposażone w hamulce tarczowe na kołach głównych. Silnik turboodrzutowy ze sprężarką osiową, dodatkowo istniała możliwość zainstalowania dwóch silników startowych o ciągu 2x450 kG. Maszyna była uzbrojona w 3 karabiny maszynowe Colt-Browing oraz 250 kg uzbrojenia na węzłach podskrzydłowych.